# Macrotona
Macrotona es un género de saltamontes de la subfamilia Catantopinae, familia Acrididae, y está asignado a la subtribu Macrotonina de la tribu Catantopini. Este género se encuentra en Australia y en las islas adyacentes del lado este, en Oceanía. Macrotona incluye ocho especies descritas y alrededor de 35 especies no descritas. A menudo se encuentran en asociación con los spinifex.

## Especies
Las siguientes especies pertenecen al género Macrotona:
- Macrotona australis (Walker, 1870)
- Macrotona curvicostalis (Sjöstedt, 1921)
- Macrotona genicularis (Sjöstedt, 1921)
- Macrotona lineosa (Walker, 1870)
- Macrotona mjobergi Sjöstedt, 1920
- Macrotona modesta (Sjöstedt, 1921)
- Macrotona picta (Sjöstedt, 1920)
- Macrotona securiformis (Sjöstedt, 1921)